# Grada Kilomba
Grada Kilomba és una artista i escriptora interdisciplinària portuguesa les obres de la qual examinen críticament la memòria, el trauma, el gènere, el racisme i el postcolonialisme. Utilitza diversos formats per expressar-se que van des del text fins a la lectura escènica i la interpretació (interpretació del coneixement). A més, combina la narrativa acadèmica i la lírica. El 2012, va ser professora convidada d'estudis de gènere i postcolonials a la Universitat Humboldt de Berlín.

## Biografia
Grada Kilomba va néixer a Lisboa i és descendent d'una família originària d'Àfrica Occidental (São Tomé i Príncep i Angola). A Lisboa, va estudiar psicologia clínica i psicoanàlisi a l'Instituto de Psicologia Aplicada (ISPA). Mentre exercia com a psicòloga a Portugal, va treballar en psiquiatria amb persones traumatitzades per la guerra d'Angola i Moçambic i va iniciar diversos projectes artístics i terapèutics sobre el trauma i la memòria, així com sobre l'obra de Frantz Fanon. Grada Kilomba va rebre una beca de la Fundació Heinrich Böll per cursar el seu doctorat, que va completar el 2008 a la Universitat Lliure de Berlín, on també va treballar com a professora convidada.
Del 2009 al 2010, va ser becària de l'⁣Institut d'Investigació Cultural de Berlín. En els anys següents, va ensenyar estudis postcolonials, psicoanàlisi i el treball de Frantz Fanon a diverses universitats, com ara la Universitat Lliure de Berlín, la Universitat de Bielefeld i la Universitat de Ghana. També va ser professora d'Estudis de Gènere i Estudis Postcolonials a la Universitat Humboldt de Berlín. Allà va dur a terme investigacions sobre diàspores africanes, entre altres temes, i va ensenyar sobre el feminisme descolonial, el coneixement descolonitzat i la realització del coneixement. Des de llavors, dona conferències a Europa i exposa contínuament el seu art en una gran varietat d'exposicions individuals i col·lectives diferents.
Kilomba ha comentat com les primeres experiències de racisme al Portugal postfeixista dels anys setanta i vuitanta van donar forma a les seves percepcions del món. El 2009, la Bundeszentrale für politische Bildung (l'Agència central d'Educació Cívica a Alemanya) comentà que: «La seva obra literària combina el discurs postcolonial i la prosa lírica sobre els rastres de l'esclavitud, el colonialisme i el racisme quotidià.»

## Obra
Kilomba detalla sobre el seu treball que "El meu objectiu és apropiar-me sempre dels espais amb noves configuracions de coneixement. És un treball polític, paral·lel al meu treball artístic. La intenció és descolonitzar el discurs". El 2008, es va donar a conèixer a un públic més ampli a través del seu llibre Plantation Memories (2008), una col·lecció d'episodis de racisme quotidià en forma de contes psicoanalítics, publicat per primera vegada per al Festival Internacional de Literatura a la Haus der Berliner Festspiele. Les històries breus es basen en les experiències de dones joves afroalemanes i examinen com el racisme quotidià es relaciona amb la veu i el dret a parlar, la política del cabell, l'espai, el gènere, el trauma, la política de la pell i la política sexual. Kilomba pregunta, per exemple:
| « | (anglès) What knowledge is being acknowledged as such? And what knowledge is not? What knowledge has been made part of academic agendas? And what knowledge has not? Whose knowledge is this? Who is acknowledged to have the knowledge? And who is not? Who can teach knowledge? And who cannot? Who is at the center? And who remains outside, at the margins? | (català) Quin coneixement es reconeix com a tal? I quin coneixement no? Quin coneixement s'ha incorporat a les agendes acadèmiques? I quin coneixement no? De qui és aquest coneixement? A qui es reconeix que té el coneixement? I qui no? Qui no pot ensenyar coneixements? I qui no? Qui està al centre? I qui es queda fora, als marges? | » |

El 2013, Kilomba va adaptar Plantation Memories (2008) com a lectura escènica al teatre Ballhaus Naunynstraße de Berlín. Sobre aquesta obre el teatre comentà: «Amb el seu llibre, Plantation Memories - Episodes of Everyday Racism, Grada Kilomba aconsegueix revelar les conseqüències de la violència racista i els traumes racistes a través del seu llenguatge concís i profund.» Un any més tard, l'actuació es va veure als escenaris de la Haus der Berliner Festspiele, i es comentà que: "En les seves actuacions, Grada Kilomba apropa la tradició oral africana a un context contemporani, utilitzant textos, narracions, imatges i projeccions de vídeo per recuperar els records i realitats d'un món postcolonial".
En els darrers treballs, Kilomba s'ha preocupat cada cop més per la posada en escena performativa de textos teòrics i polítics, com ara la pel·lícula Conakry (2013) sobre el lluitador per la llibertat africà Amílcar Cabral. Ha desenvolupat també un curtmetratge amb la directora Filipa César i l'editora de ràdio i activista Diana McCarty. Conakry es va realitzar a la Haus der Kulturen der Welt (Casa de les Cultures del Món) a Berlín i s'ha mostrat a l'Art Tatler International, a Kino Arsena a Berlín i la Fundação Calouste Gulbenkian (Fundació Calouste Gulbenkian) a Lisboa, entre d'altres.
En una entrevista amb Deutsche Welle, Kilomba va declarar pel que fa al racisme contemporani:
| « | (anglès) We have to start posing other questions. So, it is not the question 'Am I racist or not?' but much more the question 'How do I dismantle my own racisms?' So, it is also not a moral question. It is really a question of responsibility. Racism is not about guilt and shame and denial. It is about taking responsibility. | (català) Hem de començar a plantejar-nos altres preguntes. Per tant, no és la pregunta 'Soc racista o no?' però molt més la pregunta 'Com desmunto els meus propis racismes?' Per tant, tampoc és una qüestió moral. Realment és una qüestió de responsabilitat. El racisme no es tracta de culpa, vergonya i negació. Es tracta d'assumir la responsabilitat. | » |

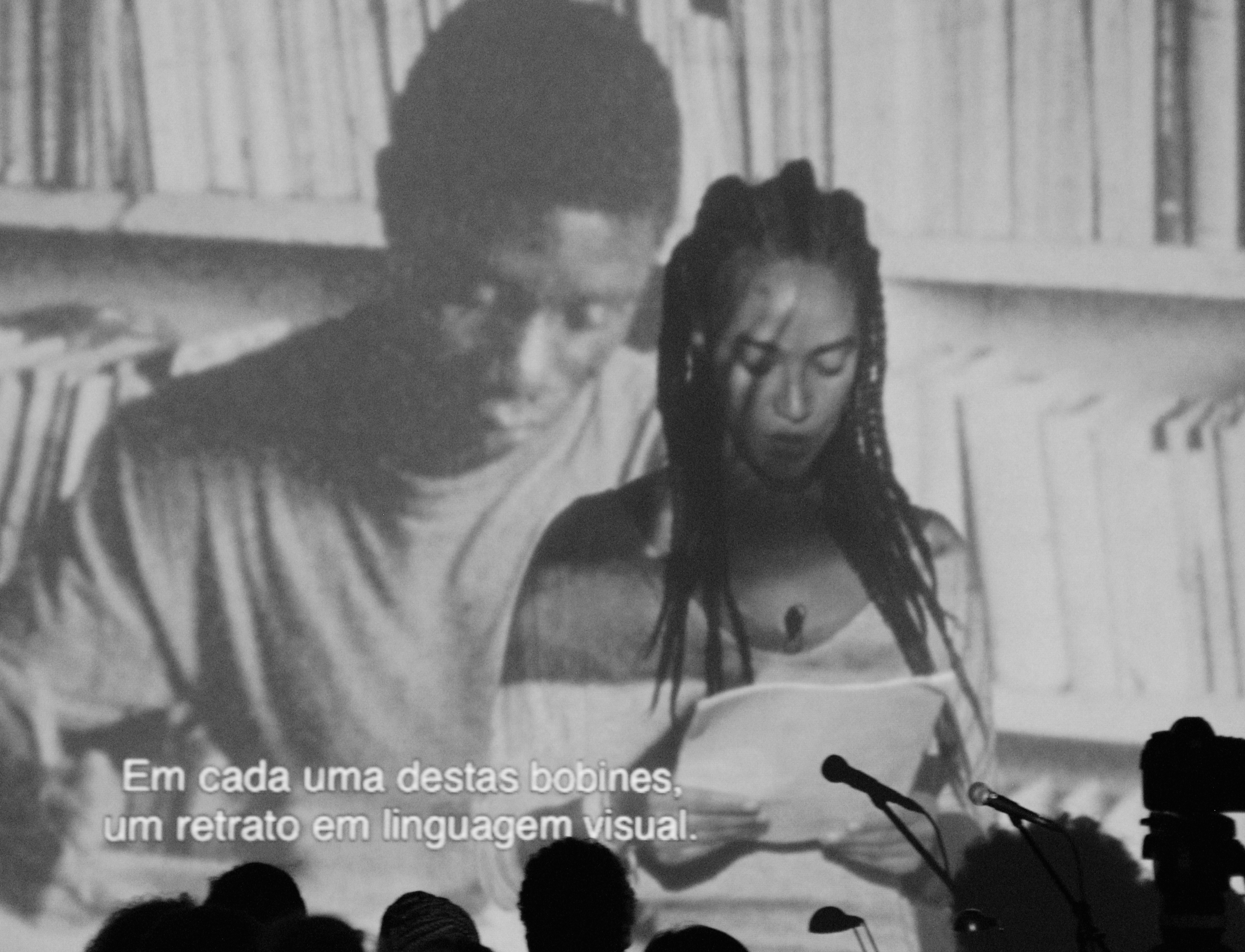
Grada Kilomba durant la presentació de Conakry (2013)

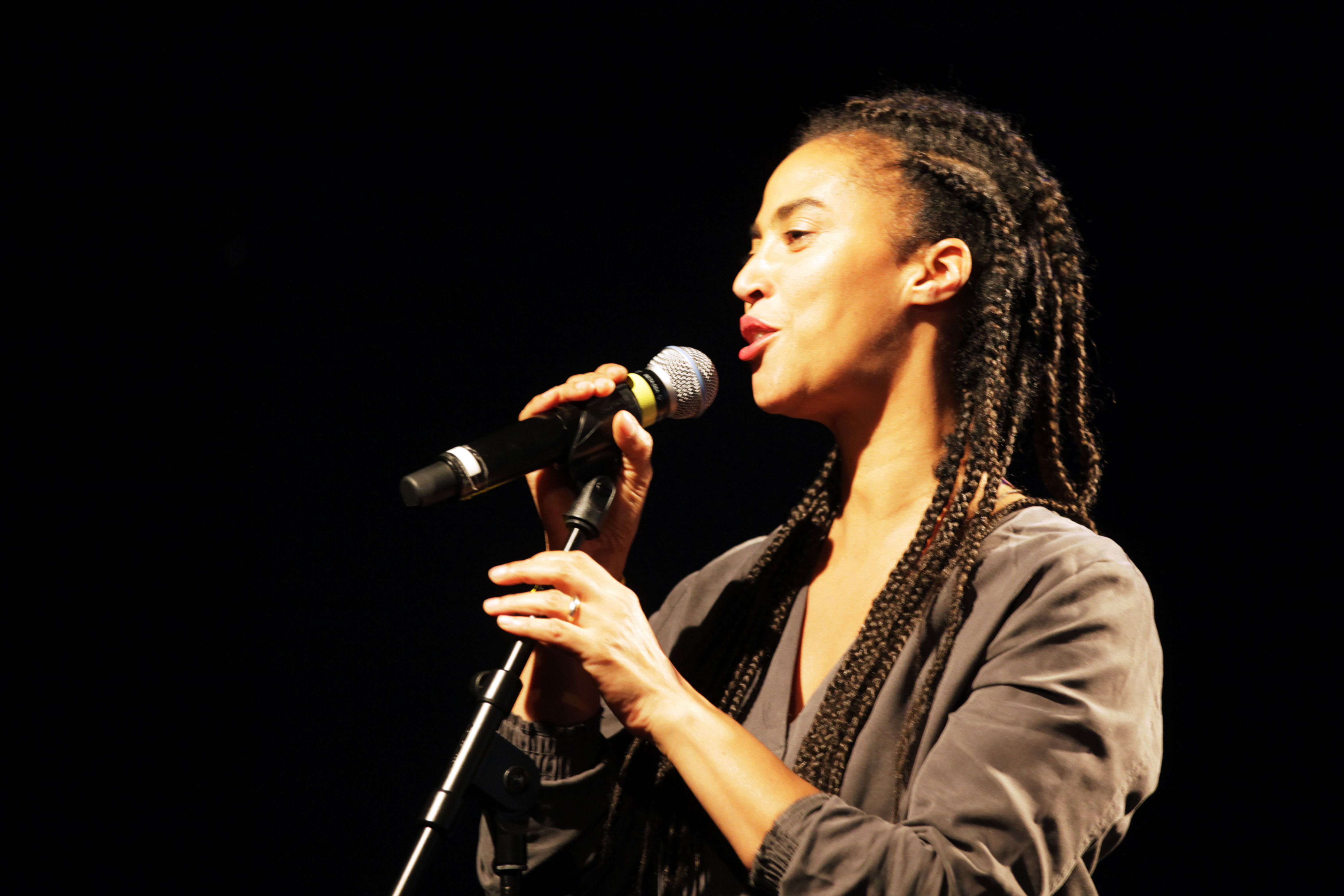
Grada Kilomba a "Kosmos", al Teatre Gorki (2016)

Des de l'any 2015, Grada Kilomba desenvolupa el projecte «Decolonizing Knowledge: Performing Knowledge». Kampnagel escrigué sobre aquesta conferència de «Decolonizing Knowledge»: «En la seva conferència, Grada Kilomba descobreix la violència de la producció de coneixement clàssic i es pregunta: Què es reconeix com a coneixement? De qui és aquest coneixement? A qui se li permet produir coneixement? Kilomba toca aquesta ferida colonial obrint un espai híbrid en què els límits entre el llenguatge acadèmic i artístic es difuminen i les estructures de coneixement i poder es transformen.»
Decolonizing Knowledge es va mostrar a la Universitat d'Amsterdam, a la Universitat de Linköping (Suècia) i a la Secessió de Viena, entre d'altres. El projecte s'acompanya de vídeos experimentals com While I Write (2015), en què Grada Kilomba explora la funció de l'escriptura per a subjectes postcolonials. While I Write es va estrenar a la Secessió de Viena el 2015 i rebé la valoració que «Kilomba ens dona un cop d'ull a la nostra societat narcisista, que ofereix poc a manera de símbols, imatges i vocabularis per afrontar el present».

## Publicacions
- Plantation Memories. Episodes of Everyday Racism[6]
- Die Farbe unseres Geschlechts: Gedanken über „Rasse“, Transgender und Marginalisierung[15]
- Die Kolonisierung des Selbst – der Platz des Schwarzen[16]
- "Don't You Call Me Neger!" – Das N-Wort, Trauma und Rassismus[17]
- Rewriting the Black Body[18]
- Mythen, Masken und Subjekte – Kritische Weißseinsforschung in Deutschland[19]
- Who can speak? Decolonizing Knowledge[20]
- Asking, We Walk: The South As New Political Imaginary[21]

## Exposicions
- Goodman Gallery Johannesburg, Sud-àfrica. Obra d'art: Speaking the Unspeakable (2018), del 17 de març al 14 d'abril de 2018
- 10a Biennal d'Art Contemporani de Berlín, Berlín, Alemanya. Obra d'art: Illusions Vol. II, Oedipus (2018), 9 de juny - 9 de setembre de 2018
- Goodman Gallery, Stand R12, Basilea, Suïssa. Il·lustració: Table Of Goods (2017), 13-16 de juny de 2018
- Contemporary Art Gallery, Toronto, Canadà. Exposició individual: Secrets To Tell, del 23 de juny al 3 de setembre de 2018
- Goodman Gallery, Ciutat del Cap, Sud-àfrica. Exposició col·lectiva: In Context This Past Was Waiting For Me, Obra d'art: Il·lusions Vol. II, Èdip (2018), 30 d'agost - 29 de setembre de 2018
- Frieze Art Fair, Goodman Gallery, Stand A08, Londres, Regne Unit. Obra d'art: Illusions Vol. II, Oedipus (2018), 3–7 d'octubre de 2018
- Paço Das Artes, São Paulo, Brasil. Exposició Col·lectiva: Do Silêncio À Memória. Obra d'art: Plantation Memories (2018), 13 de novembre de 2018 - 10 de gener de 2019
- E-Flux And Participant Inc., Nova York, EUA. Exposició col·lectiva: The Black City, Glosses. Obra d'art: Illusions Vol. I, Narcissus And Echo (2017), 2 de desembre de 2018 - 13. Gener 2019
- Verbier Art Summit, Verbier, Suïssa. Obra d'art: We Are Many. Art, The Political and Multiple Truths, 1-2 de febrer de 2019
- Pavelló d'Art Contemporani, Performing Pac, Milà, Itàlia. Obra d'art: Illusions Vol. II, Oedipus (2018), 1-3 de març de 2019
- Wilfried Lentz, Rotterdam, Països Baixos. Obra d'art: lIlusions Vol. I i Vol. II . 6 de febrer - 24 de març de 2019
- Kadist Art Foundation, París, França. Exposició col·lectiva Affective Utopia, Obra d'art: lIlusions Vol. I i Vol. II , 9 de febrer de 2019 - 21 d'abril de 2019
- Bildmuseet, Universitat d'Umeå, Suècia. Exposició individual: A World of Illusions. 11 d'octubre de 2019 - 8 de març de 2020[22]
- Galeria McLaughlin, Berlín, Alemanya. Exposició individual: The Words That Were Missing. 1 de maig de 2021 - 12 de juny de 2021[23]
- Rautenstrauch-Joest-Museum, Colònia, Alemanya. Exposició col·lectiva: RESIST! The Art of Resistance, Artwork: Plantation Memories (2018), 1 d'abril - 5 de setembre de 2021[24]

## Filmografia
- 2011 White Charity de Carolin Philipp i Timo Kiesel
- 2013 Conakry amb Diana McCarty i Filipa César